# Leclancheův článek

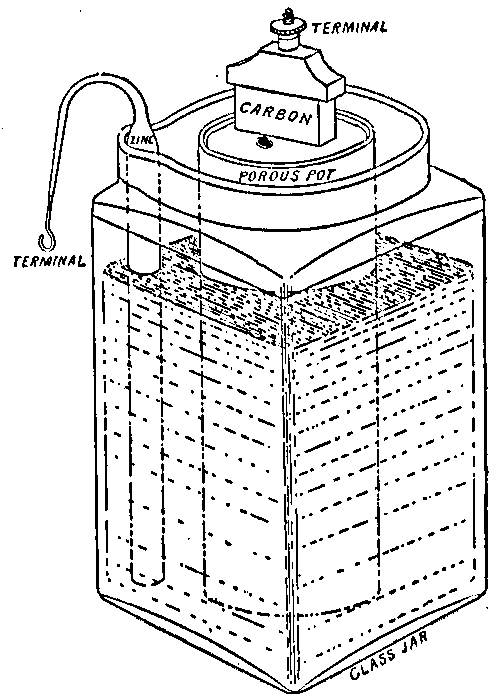
Vyobrazení Laclancheova článku z roku 1919.

Leclancheův článek vynalezl a nechal si patentovat Georges Leclanché roku 1866. Obsahoval vodivý roztok (elektrolyt) chloridu amonného, uhlíkovou katodu (kladný pól), depolarizátor („dárce“ elektronů) z oxidu manganičitého a anodu (záporný pól) ze zinku. Tento článek byl později přepracován do dnešní podoby zinko-uhlíkových článků

## Konstrukce

### Pórovitá nádobka
V původní verzi článku byl depolarizátor, který se skládal z rozdrceného oxidu manganičitého vloženého do pórovité nádobky a uhlíková tyčinka byla vložena do drti. Zinková tyčinka (anoda) byla poté souběžně vložena do roztoku chloridu amonného.

### Aglomerační blok
Roku 1871 Leclanché opustil pórovitou nádobku a nahradil ji párem bloků přichycených k uhlíku pomocí gumových pásů.
Bloky byly vyrobeny z oxidu manganičitého smíchaného s pojivy a vtlačeného do forem.

### Sáčkový článek
V této verzi byla pórovitá nádobka nahrazena pytlovinou nebo plátnem. Zároveň byla zinková tyčka nahrazena zinkovým válcem pro zvýšení plochy elektrody. Výhodou byl nižší vnitřní odpor článku než obě výše zmíněné konstrukce.

## Chemické děje
Zinkové atomy se na povrchu anody oxidují (tzn. odevzdají svoje oba elektrony a stanou se kladně nabitými. Jakmile zanechají svoje elektrony na anodě, anoda se oproti katodě nabíjí záporně. Pokud článek zapojíme do obvodu, přebytek elektronů na anodě proudí přes obvod do uhlíkové tyčinky. Jakmile elektrony vstoupí do uhlíku, reagují s oxidem manganičitým a vodou. Tím vzniká oxid manganitý a záporně nabité hydroxidové ionty. To je doprovázeno sekundární reakcí, kdy hydroxidové ionty reagují s amonnými ionty z chloridu amonného a tvoří amoniak a vodu.
Zn(s) + 2 MnO2(s) + 2 NH4Cl(aq) → ZnCl2 + Mn2O3(s) + 2 NH3(aq) + H2O

## Použití
Elektromotorické napětí daného článku je zhruba 1.5V a vnitřní odpor v řádech ohmů (pórovitá nádobka). Leclanceův článek byl hojně využíván v telegrafii, elektrických zvoncích a podobných aplikacích, kde byl občas potřeba elektrický proud a byla vyžadována nízká náročnost na údržbu.
Lechlancheův článek dal za vznik zinko-uhlíkových článků.